# Archipel (Grevelingenmeer)
De Archipel is een groep van drie onbewoonde kunstmatige eilandjes in het Grevelingenmeer in de Nederlandse provincie Zeeland. Te vinden noord van het eiland Stampersplaat en ten zuiden van het eiland Hompelvoet. Het grootste eiland heeft een oppervlakte van 1,9 hectare, het tweede is 0,24 ha groot en het laatste eiland is 0,09 ha. Het grootste eiland is voor ongeveer de helft bebost, de rest is weidegebied. De twee andere eilandjes zijn volledig bebost. Er zijn aanlegsteigers bij twee van de eilanden, en ook twee steigers zonder verbinding met een eiland. Het hoogste punt is +3,9 meter NAP op het grootste eiland.
De Archipel is net als de buureilanden Hompelvoet en Veermansplaat vrij toegankelijk voor bezoekers. De maximale tijd aan een ligplaats is 3 × 24 uur.